# Papiro 60
El Papiro 60 (en la numeración Gregory-Aland) designado como {\displaystyle {\mathfrak {P}}}60, es una copia antigua de una parte del Nuevo Testamento en griego. Es un manuscrito en papiro del Evangelio de Juan y contiene la parte de Juan 16:29-19:26. Ha sido asignado paleográficamente al siglo VII.
El texto griego de este códice es un representante del Tipo textual alejandrino, también conocido neutral o egipcio. Kurt Aland la designó a la Categoría III de los manuscritos del Nuevo Testamento.
Este documento se encuentra en la Biblioteca Pierpont Morgan (J. Pierpont Morgan Library) (P. Colt 4) en Nueva York.